# Crotalaria tanety
Crotalaria tanety är en ärtväxtart som beskrevs av Du Puy, Labat och H.E.Ireland. Crotalaria tanety ingår i släktet sunnhampor, och familjen ärtväxter. Inga underarter finns listade i Catalogue of Life.